# Стояновский, Семён Абрамович
Семён Абра́мович Стояно́вский (1 августа 1917, Борисполь, Полтавская губерния — 19 апреля 1945, Вена, Австрия) — советский оператор, фронтовой кинооператор Великой Отечественной войны. Лауреат Сталинской премии первой степени (1946 — посмертно).

## Биография
Родился 19 июля (1 августа) 1917 года в семье мелкого торговца в Борисполе (Полтавская губерния). Вскоре семья переехала в Киев. В 4 года умер его отец. Обучался в еврейской школе № 9, в 5-м классе занялся фотографией. По окончании школы работал токарем на заводе «Арсенал». В 1936 году поступил в Государственный институт кинематографии в Москве, который окончил с отличием в 1940 году, получил тарификацию ассистента оператора. Через месяц после защиты диплома был призван в РККА, воинское звание — ст. техник-лейтенант.
Был зачислен в киногруппу Центральной студии кинохроники, созданной при Наркомате обороны в апреле 1941 года. К началу Великой Отечественной войны находился на съёмках армейских спортсменов на Эльбрусе, но уже 23 июня 1941 года киногруппа была передислоцирована в Одессу, затем — в Кишинёв (Южный фронт. С апреля 1942 года служил в киногруппе Закавказского фронта, с июля 1943 года — Северо-Кавказского фронта. Работал в паре с операторами И. Б. Аронсом, А. Ф. Казначеевым, Л. Т. Котляренко.

Стояновский снимал много и увлечённо, параллельно по несколько сюжетов: накапливал детали, штрихи фронтовой, солдатской жизни. Даже частичный перечень его съёмок в киногруппе Северо-Кавказского фронта свидетельствует о широте взглядов, разнообразии интересов фронтового киножурналиста.
— Валерий Фомин, «Плачьте, но снимайте!» 2018
С октября 1944 года — в киногруппе 3-го Украинского фронта в звании инженер-капитана.
 12 апреля 1945 года во время уличных боёв за Вену, где работал в паре с И. А. Чикноверовым, получил множество ранений. Был отправлен в военный госпиталь и, несмотря на усилия врачей, скончался 19 апреля. Был похоронен с воинскими почестями в центре Вены рядом с парламентом.
В 1956 году прах советских воинов, павших при освобождении Вены, был перенесён в мемориал на Центральном кладбище Вены.

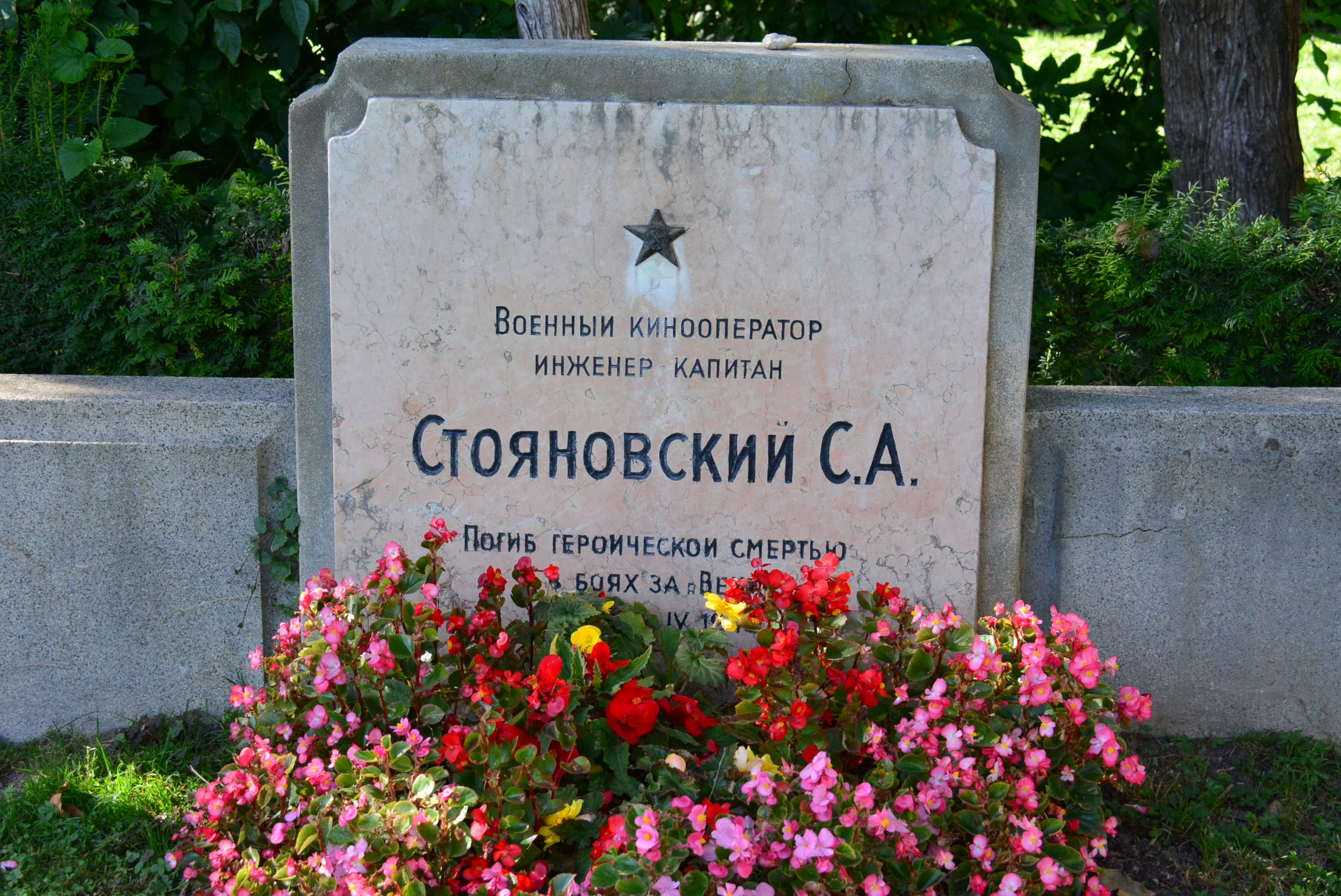
Могила С. А. СтояновскогоЦентральное кладбище Вены2015

Собираясь вместе, фронтовые операторы всякий раз особенно тепло вспоминали об этом удивительном человеке. Он был любимцем всей киногруппы 3-го Украинского фронта, всегда что-то придумывал, бывал на самых опасных участках боев рядом с солдатами и шел куда бы то ни было ради удачно снятого кадра.
— Иван Чикноверов, оператор, «СК-Новости» № 10 2015
Кадры кинохроники, снятые Стояновским, вошли в кинолетопись Великой Отечественной войны, были использованы во многих выпусках военной кинопериодики, а также в документальных фильмах «Берлин», «Освобождение Крыма» и других.

## Фильмография
- 1942 — 69-я параллель (кинолетопись; совм. с Л. Котляренко)
- 1942 — Патрули Приазовья (кинолетопись; совм. с Л. Котляренко)
- 1942 — Снайпер Сурков (кинолетопись; операторы: совм. с Алексеевым)
- 1942 — Союзкиножурнал № 31 (совм. с И. Беляковым, Б. Шадроновым, Г. Аслановым, Г. Бобровым)
- 1942 — Союзкиножурнал № 81 (совм. с группой операторов)
- 1943 — Десант в Крым (кинолетопись; совм. А. Левитаном, Л. Котляренко, А. Казначеевым)
- 1943 — Комсомольцы (совм. с группой операторов)
- 1943 — Похороны генерала армии Апанасенко (кинолетопись)
- 1943 — Союзкиножурнал № 14 (совм. с группой операторов)
- 1943 — Союзкиножурнал № 72 (совм. с группой операторов)
- 1944 — Вступление Красной армии в Болгарию (фронтовой выпуск № 8) (совм. с группой операторов)
- 1944 — Белград (фронтовой выпуск № 9) (совм. с группой операторов)
- 1944 — Кавказ (Битва за Кавказ) (совм. с группой операторов)
- 1945 — Берлин (совм. с группой операторов, в титрах не указан)
- 1945 — Боевые действия в городе Вена (сюжет № 11; совм. с Б. Рогачевским, И. Сокольниковым, А. Фроловым)
- 1945 — Бои за город Вену (кинолетопись)
- 1945 — Бои на Венском направлении (сюжет № 7; совм. с группой операторов)
- 1945 — Будапешт (совм. с группой операторов)
- 1945 — Вена (совм. с группой операторов)
- 1945 — Продвижение Советской армии и бои на ближних подступах к г. Вене (сюжет № 8; совм. с группой операторов)

## Память
- имя С. А. Стояновского на мраморной доске памяти «Вечная слава павшим за Родину 1941—1945» на ЦСДФ (с марта 2017 года была передана на хранение в Дом ветеранов кино в Матвеевском)
- имя С. А. Стояновского на мемориальной доске павших за Родину сотрудникам и студентам в годы Великой Отечественной войны во ВГИКе в Москве
- имя С. А. Стояновского на мемориальной доске погибшим кинематографистам в Доме кино в Москве
- экспозиция, посвящённая С. А. Стояновскому в Музее истории Украины во Второй мировой войне в Киеве
- имя С. А. Стояновского на памятнике павшим воинам завода «Арсенал» в Киеве
- фотография С. А. Стояновского, снимающего с крыши автомобиля, хранится в музее города Велико-Тырново в Болгарии, почётным гражданином которого он является[1]

## Награды и премии
- два ордена Отечественной войны II степени (9.4.1945; 24.4.1945; в обоих случаях был представлен к ордену Отечественной войны I степени)[4][7]
- медаль «За боевые заслуги» (23 ноября 1944; был представлен к ордену Отечественной войны I степени)[8]
- Сталинская премия первой степени (1946) — за съёмки, вошедшие в фильм «Берлин»[9]